# Jestřebí (Hradec Králové)
Jestřebí é uma comuna checa localizada na região de Hradec Králové, distrito de Náchod‎.